# Legislativní nouze
Legislativní nouze je institut umožňující zrychlené projednávání návrhů zákonů, pokud je to odůvodněno zcela mimořádnými okolnostmi. 

## Legislativní nouze v České republice
V České republice je tento institut upraven zákonem č. 90/1995 Sb., o jednacím řádu Poslanecké sněmovny. Stav legislativní nouze může na návrh vlády vyhlásit předseda Poslanecké sněmovny, jestliže jsou:
- zásadním způsobem ohrožena základní práva a svobody občanů nebo
- zásadním způsobem ohrožena bezpečnost státu anebo
- kdy státu hrozí značné hospodářské škody.

Vyhlašuje se vždy na určitou dobu a platí pro něj, že vládní návrhy zákonů mohou být projednány v tzv. zkráceném jednání. V něm jsou stanoveny nepřekročitelné lhůty jednotlivých fází legislativního procesu, první čtení zákona se vůbec nekoná, ve druhém čtení se nemusí konat obecná rozprava a může být omezena řečnická doba, neplatí stanovené jednací dny a nutné lhůty pro čtení třetí a lze navíc jednat i po 21. hodině, jakož i v pondělí, sobotu a neděli. Stejně tak neplatí nutné lhůty pro projednání osnovy zákona v případě vrácení Senátem či prezidentem. 
V Senátu se institut legislativní nouze neuplatňuje, zkrácené jednání se může, stejně jako v případě Poslanecké sněmovny, jestliže jedná mimo stav legislativní nouze, konat pouze v případě vyhlášení válečného stavu či stavu ohrožení státu, prodloužení doby či zrušení nouzového stavu nebo v případě jiných vojenských akcí.
Legislativní nouzi čeští zákonodárci využili již vícekrát, například na návrh skupiny opozičních poslanců k zásahu Ústavního soudu, který nálezem sp. zn. Pl. ÚS 55/10 zrušil zákon č. 347/2010 Sb., kterým se mění některé zákony v souvislosti s úspornými opatřeními v působnosti Ministerstva práce a sociálních věcí. V odůvodnění svého rozhodnutí mj. uvedl, že „podmínkou vyhlášení stavu legislativní nouze není jen hrozba určitých negativních důsledků, ale především existence mimořádné okolnosti, která má potenciál ohrozit základní práva a svobody zásadním způsobem anebo kdy státu hrozí značné hospodářské škody (§ 99 odst. 1 JŘPS). Za mimořádnou okolnost (posuzováno prizmatem ústavních principů) je možno považovat jen takovou okolnost, která se zjevně vymyká běžnému průběhu politických procesů vnitřních i vnějších, anebo může jít o okolnost, kterou představují přírodní katastrofy.“

## Legislativní nouze v Německu
V Německu je možnost zkráceného projednávání zákonů upravena přímo v ústavě (čl. 81). K jejich přijetí není potřeba řádného usnesení Spolkového sněmu, pokud tak s předběžným souhlasem Spolkové rady vyhlásí spolkový prezident na návrh spolkové vlády. Záleží samozřejmě na úvaze prezidenta, zda tak učiní. Legislativní nouze je vždy omezena na dobu šesti měsíců a po vypršení této lhůty již nesmí být po celou dobu existence vlády, jež o vyhlášení požádala, vyhlášena znovu. Ovšem za celou dobu existence Spolkové republiky Německo nebyla legislativní nouze vyhlášena nikdy.